# Mikrokosmos
Der Mikrokosmos (von griechisch mikrós für „klein“ und kósmos für „(Welt-)Ordnung“), genannt auch Kleine Welt, steht für die Welt des winzig Kleinen, im Gegensatz zum Makrokosmos, die Welt des riesig Großen. Der Begriff des Mikrokosmos erhielt jedoch erst mit Einführung der Mikroskopie seine heutige Bedeutung.

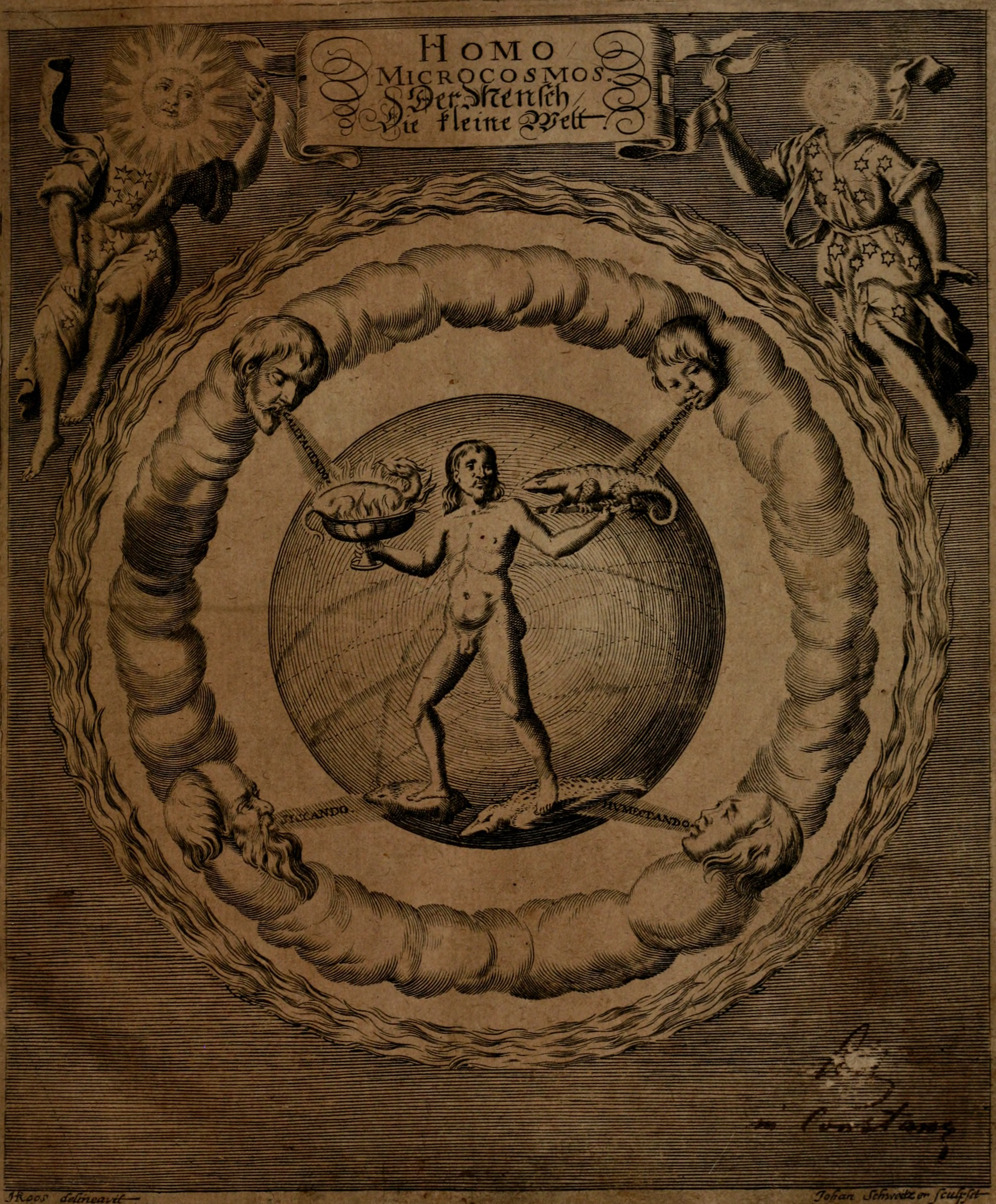
Silesia Martin Of Hayn Meyer: Homo Microcosmus, Hoc Est (1670)
(kompletter Text: Homo microcosmus, hoc est: parvus mundus, macrocosmo, id est: magno mundo, in variis æri incisis figuris totq; carminibus Latinis, per selectiores veterum poëtarum fabulas, nec non elegantiores quasdam historias, emblematice expositus; cujus hæc editio tertia. In qua Latina ista carmina puris rhythmis, Germanicis sunt donata ... Opus, non solùm ad studiosæ juventutis, sed etiam pictorum, sculptorum ... usum et delectationem adornatum)

## Ursprüngliche Bedeutung
Die Bezeichnung stammt aus der Kosmologie, einer philosophischen Denkweisen der griechischen Antike und orientalischer Herkunft aus der arabischen Welt, Persien und Indien. Sie rührt her vom Vergleich der Welt des Menschen als Mikrokosmos, gegenüber der kosmischen Welt, der Struktur des Kosmos, dem Makrokosmos. Die Kosmologie wiederum ist Teil der Philosophie Kosmogonie, welche Vorstellungen zur Entstehung (Weltentstehung) und Entwicklung der Welt bzw. des Kosmos beinhaltet. Der Begriff des Mikrokosmos war daher wesentlich behaftet mit naturphilosophischen Vorstellungen. Der Begriff Mikrokosmos für den Menschen und seine Umwelt blieb bis ins 16. Jahrhundert unverändert erhalten.

## Bedeutungswandel
Im heutigen Sprachgebrauch hat sich die Bedeutung des Mikrokosmos auf die Welt des Mikroskopischen verschoben.
Zwischen dieser und dem Makrokosmos befindet sich der vom Menschen direkt wahrnehmbare Bereich, nun Mesokosmos genannt, welcher den dafür ursprünglich verwendeten Begriff Mikrokosmos ersetzte. Die Welt des noch Kleineren, unter 100 Nanometer, wird Nanokosmos genannt. Dies ist die Welt der Moleküle und Atome.

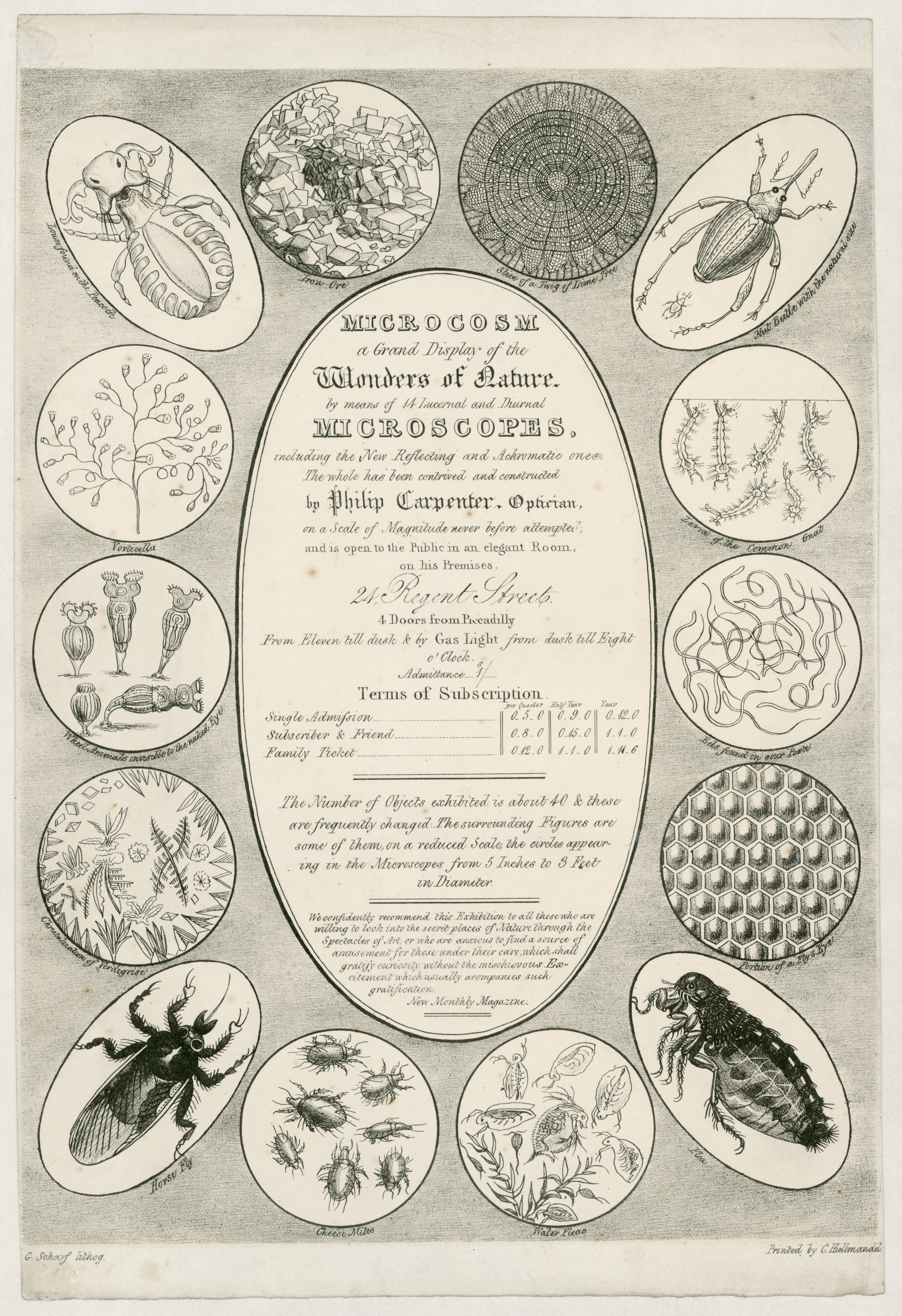
Werbeposter für Mikroskope, 1827: Microcosm, A Grand Display of the Wonders of Nature lud die Besucher in einen Raum in der Regent Street in London ein, „die Geheimnisse der Natur durch ein Mikroskop zu betrachten“. Zum Preis von einem Schilling konnten die Besucher 40 Objektträger betrachten, die Teile der Pflanzen-, Tier- und Mineralwelt zeigten. Zu den ausgestellten Sehenswürdigkeiten gehörten eine Scheibe Zweig von einer Linde, eine Laus und ein Stück Eisenerz. In den 1820er Jahren, als diese „Große Ausstellung der Natur“ stattfand, wurde die Mikroskopie zu pädagogischen Zwecken betrieben.

## Zugang durch das Mikroskop

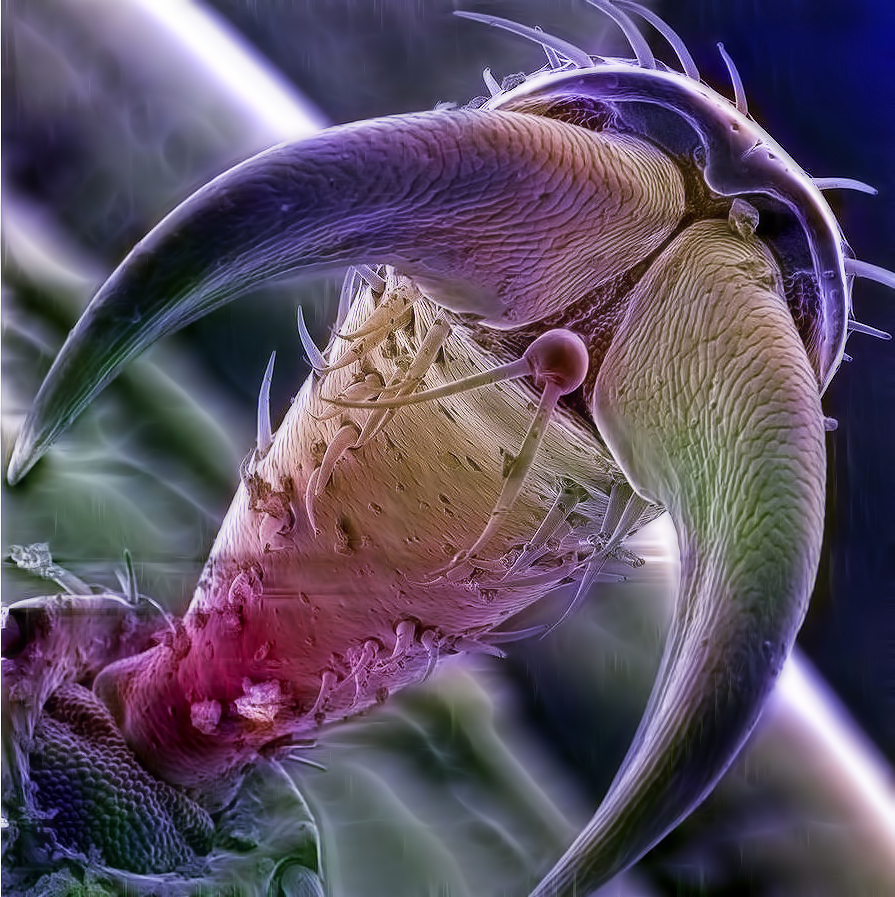
Klauen eines Käfers im Rasterelektronenmikroskop, koloriert

Die Einführung optischer Mikroskope Anfang des 17. Jahrhunderts führte zu Erkenntnissen, welche die Vorstellungen über Kleinstlebewesen grundlegend änderte und vorher gepflegte Ansichten als Fantasien entlarvte. Die Mikroskopie eröffnete weltweit Wissenschaftlern die Möglichkeit, in diese Welt einzudringen, welche nun allgemein als Mikrokosmos bezeichnet wurde. Es bezeichnet die Welt der Zellen, der Histologie, der Mikroskopischen Anatomie und der Mikroben.

## Forschungsgebiete
Die Entdeckungen, die im Mikrokosmos gemacht worden waren, riefen viele Forschungsgebiete auf den Plan. Im Lauf der Zeit entstanden neue Forschungsdisziplinen in Biologie und Medizin, zunächst im Bereich der Pathologie. Der Begriff Mikrokosmos hat seither seine Bedeutung verloren, die er zu Beginn der Verbreitung der Mikroskopie erlangt hatte. In der Biologie wurden Erkenntnisse wie etwa der Aufbau von Organen, der Aufbau von Zellen, die Kenntnis von Einzellern und Bakterien gewonnen. Eine wichtige optische Verbesserung für den Einblick in den Mikrokosmos erlaubte im 19. Jahrhundert die Mikrofotografie, im 20. Jahrhundert das Elektronenmikroskop.